# Désiré Mergaert
Désiré Mergaert (né à Kortemark le 21 août 1829 et mort à Bruges le 6 janvier 1890) est un peintre belge. Son champ pictural couvre la peinture d'histoire, les scènes de genre, les portraits et les sujets religieux.

## Biographie

### Famille et formation
Désiré Mergaert, né le 21 août 1829 à Kortemark, est le sixième des dix enfants du charron Franciscus Leopold Mergaert et d'Eugenia Hinderyckx. Son talent de dessinateur étant reconnu très tôt, il suit des cours à l'académie de Roulers de 1842 à 1847, où il est l'élève de Henri Horrie. Il étudie ensuite à l'Académie royale des beaux-Arts d'Anvers, de 1847 à 1852, où il suit des cours auprès de Gustaaf Wappers, Jean Antoine Verschaeren et Joseph Geefs. En 1851, il obtient le prix d'excellence à l'Académie.

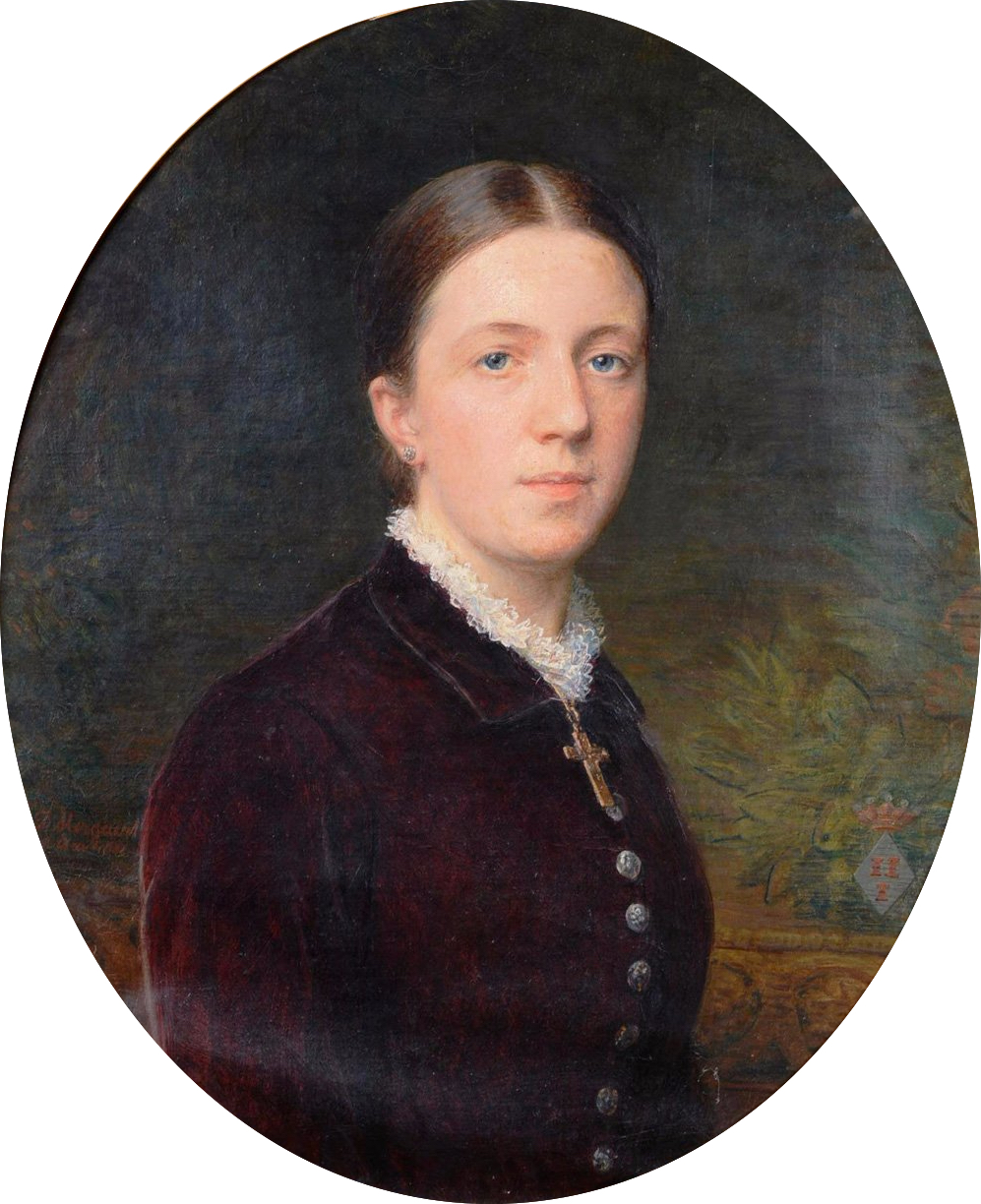
La baronne B. van Zuylen van Nyevelt par Désiré Mergaert.

### Prix de Rome et séjour en Italie
En 1852, il participe au concours pour le Prix de Rome belge. Le sujet est un tableau représentant Coriolanus vaincu par les larmes de sa mère. Il reçoit une mention honorable, le lauréat étant Ferdinand Pauwels. Deux ans plus tard, en 1854, il se présente à nouveau. Cette fois, la commande est une peinture sur le thème Saint Paul prêchant à Athènes. Il remporte le premier prix et la pension de 2 500 francs pour une durée de quatre ans lui permettant de voyager pour parfaire son art.
Depuis 1851, avant de pouvoir partir en voyage, un lauréat devait passer un examen qui testait, entre autres, sa connaissance de la langue française, afin d'envoyer des rapports écrits de l'histoire de l'art à l'académie les informant de leurs études et leurs recherches sur les grands maîtres. Désiré Mergaert avait demandé un report de l'examen car il n'avait pas les connaissances requises pour exprimer sa pensée par écrit en français. Il bénéficie d'un sursis de six mois et d'une allocation de 300 francs pour approfondir ses connaissances du français. En août 1855, il peut partir en voyage, d'abord à Paris, puis en Allemagne. De 1857 à 1863, il séjourne en Italie. Il débute par Venise, où il demeure durant sept mois, avant de poursuivre sa villégiature à Florence, puis à Rome). Désiré Mergaert reste plus longtemps que prévu en Italie et gagne un peu d'argent en tant que portraitiste. Grâce à des voyageurs français, il entre en contact avec des familles nobles françaises qu'il représente picturalement.

### Carrière à Bruges
Il s'installe plus tard à Bruges, dans un atelier de peinture à la Predikherenstraat, où il réalise principalement des portraits. Il demeure célibataire. Le 6 janvier 1890, il meurt, inopinément en son domicile, à l'âge de 60 ans à Bruges.

## Œuvres
Parmi ses œuvres les plus connues, figurent :
- Coriolanus vaincu par les larmes de sa mère (1852) ;
- Saint Paul prêchant à Athènes (Prix de Rome belge 1854) ;
- Les Chrétiens au colisée livrés aux bêtes féroces (amphithéâtre Flavien) (Salon de Bruxelles de 1860)[5] ;
- Saint Piat ;
- Saint Materne ;
- Saint Laurent (église Saint-Laurent d'Anvers).